# Jixi (cràter)
Jixi és un cràter de l'asteroide del cinturó principal (253) Mathilde, situat amb el sistema de coordenades planetocèntriques a -66.2 ° de latitud nord -12.3 ° de longitud est. Fa un diàmetre de 19.9 km. El nom va ser fet oficial per la UAI l'any 2000 i fa referència a Jixi, conca de carbó de la Xina.